# پناهگاه ملی حیات وحش کیپ رومن
پناهگاه ملی حیات وحش کیپ رومن (به انگلیسی: Cape Romain National Wildlife Refuge) یک پناهگاه ملی حیات وحش در ایالات متحده آمریکا است که در کارولینای جنوبی واقع شده‌است.